# Trigonidium christensonii
Trigonidium christensonii là một loài thực vật có hoa trong họ Lan. Loài này được D.E.Benn. miêu tả khoa học đầu tiên năm 1995.